# Pape Gueye
Pape Alassane Gueye (sinh ngày 24 tháng 1 năm 1999) là một cầu thủ bóng đá chuyên nghiệp người Sénégal chơi ở vị trí tiền vệ cho câu lạc bộ Sevilla tại La Liga theo dạng cho mượn từ Marseille. Sinh ra ở Pháp, anh thi đấu cho đội tuyển quốc gia Sénégal.